# Бороздин, Пётр Борисович
Пётр Борисович Бороздин (год рождения неизвестен — 1504) — русский военачальник, боярин.

## Биография
Представитель древнего русского дворянского рода Бороздиных, известного с XIV века. Сын боярина Бориса Захарьевича Бороздина, племянника преподобного Саввы Вишерского.
Вместе с братьями Василием и Иваном выехал в 1476 году из Великого княжества Тверского к Москве и поступил на службу к великому князю Ивану III Васильевичу.
В 1493 был пожалован в бояре. В 1495 он командовал полком правой руки в походе под Выборг, а в 1501 — полком левой руки тверского ополчения, помогавшего псковитянам «воевать немецкую землю». В том же году участвовал в счастливом походе русских во внутренние области Ливонии, находясь в передовом полку.

## Семья
Имел сына Василия и дочь, ставшую женой князя Андрея Фёдоровича Хованского. От их брака родилась дочь Евфросиния, мать Владимира Андреевича Старицкого (двоюродного брата Ивана Грозного) и родная бабка Марии Владимировны, королевы Ливонской.